# Narella ornata
Narella ornata är en korallart som beskrevs av Bayer 1995. Narella ornata ingår i släktet Narella och familjen Primnoidae. Inga underarter finns listade i Catalogue of Life.